# Naim Talu
Mehmet Naim Talu (* 22. Juli 1919 in Istanbul; † 15. Mai 1998 ebenda) war ein türkischer Bankier, Politiker und ehemaliger Ministerpräsident der Türkei.

## Leben
Talu studierte 1943 Volkswirtschaft an der Universität Istanbul. Danach arbeitete er eine Weile bei der Sümerbank, einem staatseigenen Textilkomplex. 1946 wechselte er zur Zentralbank der Türkei. 1967 wurde er zum Generaldirektor der Bank ernannt. Nach der Reorganisierung der Zentralbank 1970 wurde er Gouverneur dieser Anstalt.
Naim Talu begann seine politische Karriere 1971 durch Ernennung zum Handelsminister im zweiten Kabinett Nihat Erims. Er war zwischen 1974 und 1976 Mitglied der Akbank, eine der größten Banken der Türkei.
Talu war verheiratet und hatte zwei Töchter.